# Natalie Alyn Lind

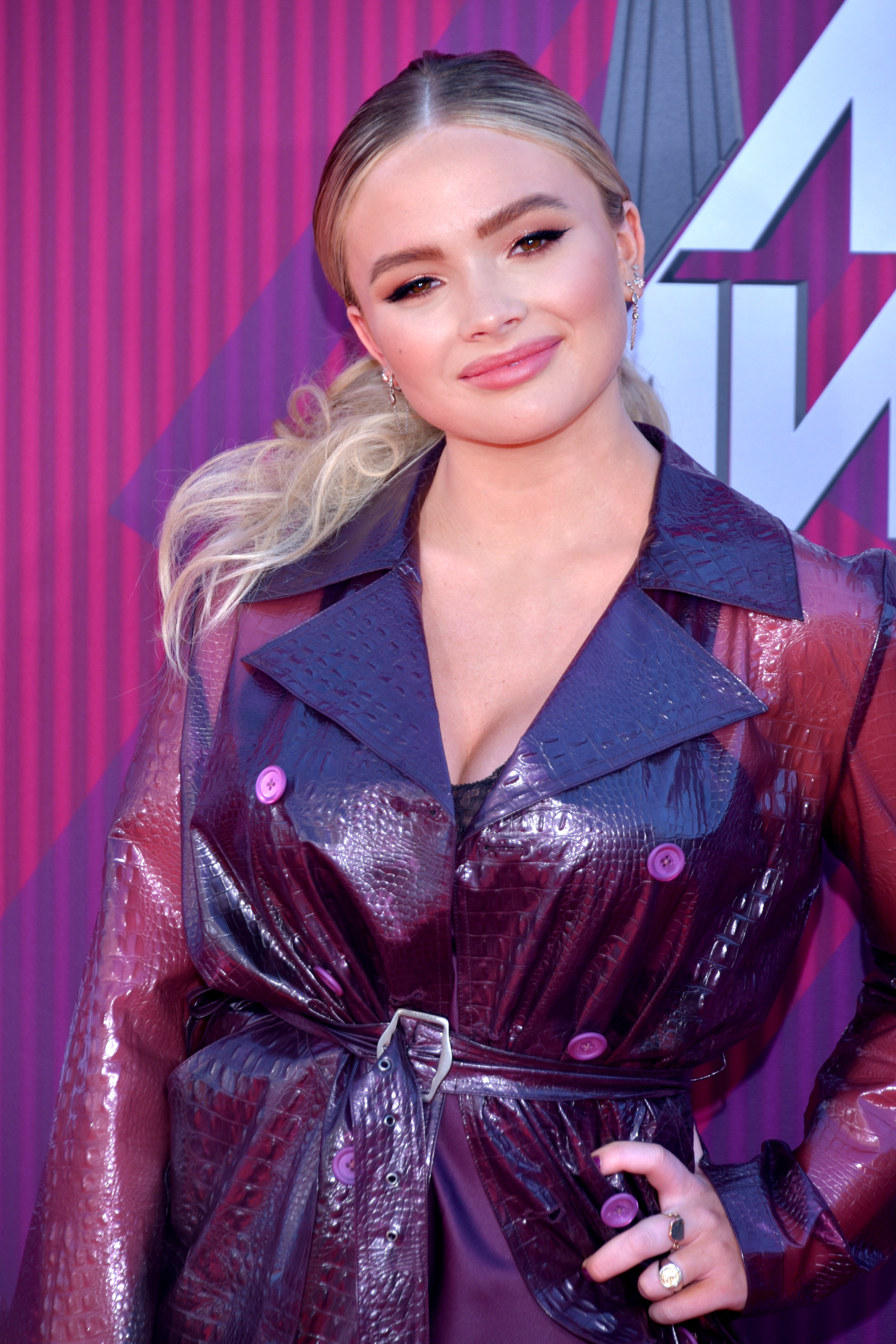
Natalie Alyn Lind, 2019

Natalie Alyn Lind (* 21. Juni 1999 in Illinois) ist eine US-amerikanische Schauspielerin.

## Leben
Natalie Alyn Lind hat zwei jüngere Schwestern, Emily und Alyvia, die ebenfalls Schauspielerinnen sind. Ihre Eltern sind die Schauspielerin Barbara Alyn Woods und Filmproduzent John Lind.
Sie gab ihr Schauspieldebüt im Alter von sechs Jahren in der Fernsehserie One Tree Hill. Zwei Jahre später folgte eine kleine Rolle in einer Episode der Fernsehserie Army Wives. Des Weiteren übernahm sie für jeweils eine Episode Rollen in den Fernsehserien Flashpoint – Das Spezialkommando, iCarly, Criminal Minds und Die Zauberer vom Waverly Place. Es folgten weitere Auftritte in Fernsehfilmen wie Weihnachten des Herzens und Spielkameraden, bis sie schließlich im Jahr 2013 eine größere Rolle als Dana Caldwell in der Fernsehserie Die Goldbergs erlangte. 2015 wurde sie in einer Episode der US-amerikanischen Krimiserie Murder in the First besetzt. Des Weiteren war sie in der zweiten Staffel der Krimiserie Gotham als Silver St. Cloud zu sehen. Von 2017 bis 2019 war Lind in der unter anderem von Marvel Television produzierten FOX Network-Fernsehserie The Gifted als Lauren Strucker zu sehen. Weitere Film- und Fernsehrollen folgten, ihr Schaffen umfasst rund zwei Dutzend Produktionen.

## Filmografie (Auswahl)

### Filme
- 2010: Blood Done Sign My Name
- 2010: Weihnachten des Herzens (November Christmas, Fernsehfilm)
- 2012: Spielkameraden (Playdate, Fernsehfilm)
- 2013: Dear Dumb Diary (Fernsehfilm)
- 2014: Play – Tödliches Spiel (Mockingbird)
- 2023: Friedhof der Kuscheltiere: Bloodlines (Pet Sematary: Bloodlines)
- 2025: Marked Men (Marked Men: Rule + Shaw)

### Serien
- 2006: One Tree Hill (Episode 4x07)
- 2008: Army Wives (Episode 2x12)
- 2010: Flashpoint – Das Spezialkommando (Flashpoint, Episode 3x06)
- 2010: iCarly (Episode 4x04)
- 2010: Criminal Minds (Episode 6x05)
- 2011: Die Zauberer vom Waverly Place (Wizards of Waverly Place, Episode 4x09)
- 2013–2023: Die Goldbergs (The Goldbergs, 27 Episoden)
- 2015: Murder in the First (Episode 2x07)
- 2015: Gotham (7 Episoden)
- 2016: Chicago Fire (Episode 5x04)
- 2017: iZombie (Episode 3x02)
- 2017–2019: The Gifted (29 Episoden)
- 2019: Daybreak (Episode 1x07)
- 2019–2020: Tell Me a Story (10 Episoden)
- 2020–2021: Big Sky  (8 Episoden)
- 2024: John Sugar (Sugar, Episode 1x01)